# Peixe-anjo-querubim
O peixe-anjo-querubim (Centropyge argi), é uma pequena espécie de peixe-anjo nativo do Oceano Atlântico, sendo muito procurado por aquaristas por causa da sua coloração azul safira chamativa e de ser uma espécie de fácil manutenção. Foi descrito em 1951 pelos ictiólogos Loren Paul Woods e Robert H. Kanazawa, sendo sua localidade tipo o Banco Argus, nas Bermudas.
É um peixe pequeno, de coloração azul safira com o rosto amarelo brilhante, possui um corpo ovalado achatado com espinhos próximos do opérculo, característica típica dos Pomacanthidae (peixes-anjo). Vivem aos pares ou solitários em fendas de corais, podendo ser encontrados entre os 5 a 80 metros de profundidade.
É nativo do Oceano Atlântico, podendo ser encontrado na costa da Flórida, EUA, para as Bermudas até as Ilhas Cayman e Jamaica para o Mar do Caribe até a Guiana Francesa e Venezuela.